# I Found You
«I Found You» —en español: «Te he encontrado»— es una canción interpretada por la boy band británica-irlandesa The Wanted, perteneciente a su tercer álbum de estudio Word of Mouth, de 2013. La canción fue lanzada el 6 de noviembre de 2012 como el segundo sencillo de su tercer álbum de estudio. La pista sonó en las radios por primera vez el 7 de septiembre de 2012.

## Detalles de la canción
Nathan Sykes dijo a Digital Spy acerca de la canción: "Estamos haciendo un video para que en un par de semanas y en Los Ángeles, que es muy emocionante Estamos tratando de bloquear todas las ideas para ahora.". Max George agregó: "Hemos estado trabajando en nuestro próximo álbum, al igual que, los últimos seis meses, pero aún no está listo todavía Seguimos trabajando lejos en eso y tenemos un montón de viajar más que ver, sin embargo,. así que no estoy realmente seguro de que cuando el álbum va a estar listo". El video musical de la canción fue filmado en la semana que comienza el 27 de agosto en Los Ángeles. En una vista previa desde el video, Nathan es perseguido por un grupo de aficionados mentales. Más tarde, un nuevo video fue filmado por razones no reveladas, y que uno fue asesinado en Londres. Este video se convirtió en el oficial "I Found You 'video. El video fue lanzado el 15 de octubre de 2012. El vídeo está dirigido por Chris Marrs Piliero, quien también dirigió "Blow" de Kesha y "Criminal" y "I Wanna Go" de Britney Spears. El video filmado en Los Ángeles más tarde fue publicado en YouTube el 23 de enero de 2013. La canción está escrita en la tonalidad de la A menor.

## Video musical
El video muestra a modelo Jeri Mae James. Se inicia con una foto de una mujer, interpretada por Lloyd, que ha sido atado y amordazado. The Wanted se ven caminando en algún lugar mientras cantan sus partes. Max se ve la celebración de un bóxer. Escenas de ellos en una fiesta se muestran, donde Nathan se ve hablando con la misma mujer que un hombre desconocido los mira. Llegan a una casa que más tarde resulta ser el lugar donde la mujer ha sido secuestrada y el secuestrador es el mismo hombre del partido. Entran en la casa y luchar secuaces del hombre. Se las arreglan para llevar a cabo todos ellos, Nathan se acerca a la mujer que ha sido secuestrada y la besa apasionadamente. Roba una llave del cinturón de la mujer, se levanta, guiños, luego se va. La mujer se da cuenta de que él es el hombre con el que habló en la fiesta. Nathan Tom entrega la clave y los chicos salen de la casa, dejando a la mujer todavía atado. Al final, ellos pescan un cuadro del mar, y abrirlo con la llave. El video termina al abrir la caja que contiene diamantes. Están satisfechos con la caja y su contenido y ciérrelo.
El 21 de enero de 2013, una segunda versión del video fue publicado en la página de YouTube. El vídeo comienza con un señor mayor introducción de The Wanted en una pantalla en blanco y negro. Como todo el público (de las mujeres) ir totalmente loco por la banda. Poco después de que el video va a todo color como los fanáticos gritando se hacen más fuertes. Justo en el medio del video musical, los fanes comienzan a invadir el escenario, obligando a The Wanted para escapar por la puerta trasera, como Nathan canta el puente en una escalera. Poco después de que los niños son capaces de runaway seguridad a su limusina. Dos horas más tarde, la banda empieza a mirar a través de fotos de su actuación en su limusina y observe que Nathan no se encuentra, después de ver Nathan huyendo de muchas, muchas mujeres gritando.

## Lista de canciones
- CD sencillo/ Digital EP[6][7]

1. "I Found You" – 3:58
2. "Mad Man" (Fabian Torsson, Nina Woodford, Britt Burton, Tom Parker, Max George, Jay McGuiness, Siva Kaneswaran, Nathan Sykes) – 3:09
3. "I Found You" (Steve Pitron & Max Sanna Club Edit) – 4:40
4. "I Found You" (DC Breaks Remix) – 4:30

## Posicionamiento en listas
| Listas (2012–13)                       | Mejor posición |
| -------------------------------------- | -------------- |
| Australian ARIA Singles Chart          | 63             |
| Bélgica (Flandes) (Ultratop 50)        | 60             |
| Bélgica (Valonia) (Ultratop 50)        | 9              |
| Canadá (Canadian Hot 100)              | 50             |
| Irlanda (IRMA)                         | 8              |
| Israel (Media Forest)                  | 4              |
| Escocia (Scottish Singles Sales Chart) | 3              |
| Eslovaquia (Rádio Top 100)             | 11             |
| Reino Unido (UK Singles Chart)         | 3              |
| Estados Unidos (Billboard Hot 100)     | 89             |
| US Hot Dance Club Songs (Billboard)    | 1              |